# Борцы — Северный десант
«Борцы — Северный десант», также известные как «Борцы» (в 2013 году — «Сборная СНГ по вольной борьбе») — команда КВН из города Сургут, трижды участники Высшей лиги КВН.

## Стиль
Традиционно участники (пятеро) выступают в борцовских трико (капитан Юсиф Юсифов в трико красного цвета, Александр Туров — чёрного, остальные — синего), сохраняя стойку борцов вольного стиля на протяжении большей части выступления. В их речи, насыщенной «заторможенностью» (паузы и оговорки) и оттенками серьёзности и «суровости», прослеживаются неприкрытые насмешки над поведением «глупых» спортсменов. Визитной карточкой являются небольшие танцы в конце выступления под танцевальную музыку (Бритни Спирс, Aqua, Бейонсе и т. д.), а также синхробуффонады.

## Выступления
В 2011 году команда выступала под названием «Сборная Кавказа по вольной борьбе». Дошла до полуфинала Северной лиги в том году. В 2012 году вышла в финал Первой лиги, который был показан на белорусском СТВ.
Команда дебютировала в Высшей лиге КВН 2013 года под именем «Сборная СНГ по вольной борьбе». Название соответствовало компании «Сургутнефтегаз», сотрудники которой и стали основой команды. Команда в том сезоне дошла до полуфинала. В 2014—2016 годах команда не созывалась, вернувшись в 2017 году под именем «Борцы». Она выиграла в 2017 году на фестивале «Голосящий КиВиН» малый КиВиН в тёмном, затем Спецпроект «Кубок мэра Москвы», а в 2018 году завоевала Большой КиВиН в золотом на «Голосящем КиВине».
В Высшей лиге 2018 и 2019 годов команда вышла в финал, но не попала ни разу в призёры. В 2020 году на фестивале КиВиН в Сочи команда объявила о завершении выступлений в КВН.

## Состав
- Юсиф Юсифов, капитан, талыш. Оглашает регулярно вступительные слова и заключительную речь в каждом приветствии. В 2013 году выступал в «Разминке». На Кубке мэра Москвы 2018 года выступил в номере команды «Русская дорога» в образе Алексея Кривени, капитана команды.
- Минатулла «Амин» Минатуллаев, кумык. Конферансье — объявляет традиционно каждую миниатюру, начиная со слова «Короче́!», выступает в конкурсе «Биатлон». В 2018 году выступил в Премьер-Лиге за команду «Умные люди» (г. Рязань) в приветствии и за команду «Красная Фурия» (г. Ярославль) в СТЭМ.
- Милан Исаев, лезгин. Наименее разговорчивый персонаж, который, однако, может нежданно что-то высказать или сделать.
- Рухин Магеррамов, талыш. Играет роль «дерзкого» спортсмена. Является концертным директором команды[9].
- Александр Туров, русский. В номерах ему отводится роль «жертвы», которая отпускает колкие замечания в адрес команды и становится объектом ответной критики.
- Торнике Квитатиани, грузин. В 2018 году играл в команде в качестве приглашённого гостя. В 2019 году стал основным участником команды. Исполняет вокальные номера.

В команде также работают:
- Александр Терещенко (режиссёр, автор). Основатель команды; изначально предлагал взять в сборную профессиональных борцов[10]
- Михаил Чернышев (помощник режиссёра, автор).
- Антон Обухов (автор)
- Виктор Казаков (судья)

Помимо Торнике Квитатиани, в музыкальных номерах команды несколько раз принимали гостевое участие и другие участники шоу «Голос»: к примеру, Анжелика Фролова (Голосящий КиВин-2017). В 2012 и 2019 годах за команду выступал Юсуп Омаров, известный по выступлениям в команде «Махачкалинские бродяги»; в 2019 году на музыкальные конкурсы приглашался Кямиль Агеев из команды RUDN University.

## Достижения
- Высшая лига КВН
  - Полуфиналисты: 2013
  - Финалисты: 2018, 2019
- Первая лига КВН
  - Финалисты: 2012
- Голосящий КиВиН
  - Малый КиВиН в тёмном: 2017
  - Большой КиВиН в золотом: 2018
  - Большой КиВиН в тёмном: 2019
- Кубок мэра Москвы
  - Победители в номинации «Играли»: 2017

## После КВН
- В 2021 году в команду КВН Высшей лиги «Неудержимый Джо», составленную из звёзд прошлых лет, вошли Юсиф Юсифов и Рухин Магеррамов. По итогам сезона команда стала чемпионом.
- Юсиф Юсифов и Рухин Магеррамов — актёры юмористического шоу «Между нами шоу» на телеканале СТС в 2021 году.
- Команда принимала участие в четырёх выпусках шоу «Суперлига» на СТС в 2021 году.
- В 2023 году команда приняла участие во втором сезоне шоу «Концерты» на ТНТ. В одном из выступлений состав команды пополнил Михаил Галустян.
- В 2024 году в команде с Филиппом Киркоровым группа приняла участие и заняла третье место в первом сезоне шоу «Звезды», выходившее на канале НТВ и на платформе «ВК видео».